# Sever Hall
Sever Hall es un edificio académico de la Universidad de Harvard diseñado por el arquitecto estadounidense Henry Hobson Richardson y construido a finales de la década de 1870. Se encuentra en Harvard Yard en Cambridge, Massachusetts (Estados Unidos). Fue designado Monumento Histórico Nacional en 1970, reconocido como una de las obras maestras maduras de Richardson.

## Historia
Sever Hall fue construido entre 1878 y 1880 con un regalo de Anne Sever en honor a su difunto esposo, James Warren Sever. Fue diseñado como un edificio académico con aulas, aulas, salas para profesores, etc., en un estilo ahora conocido como románico richardsoniano, aunque en ladrillo rojo en lugar de piedra.
El edificio mide 53,8 m de largo, por 22,5 m de ancho, con una altura a la cornisa de unos 15 m, por encima de la cual el techo a cuatro aguas se eleva otros 9 m. Tiene tres pisos de altura, con un cuarto dentro del techo. La fachada principal (lado oeste) presenta dos tramos redondos dispuestos simétricamente alrededor de una entrada dentro de un arco semicircular profundamente empotrado. La fachada este es similar pero con una entrada rectangular más sencilla. Las fachadas norte y sur son extensiones relativamente austeras salpicadas de ventanas.
En su construcción se utilizaron alrededor de 1,3 millones de ladrillos. De estos, unos 100.000 forman las fachadas exteriores, que cuentan con 60 variedades diferentes de ladrillo rojo moldeado, así como elaboradas tallas de ladrillo.
El arco que admite la entrada a la fachada oeste posee una rareza acústica. Susurrar directamente en los ladrillos del arco, mientras está parado muy cerca de un lado del arco, se puede escuchar claramente en el otro lado del arco (aproximadamente a doce pies de distancia).
Según Robert Venturi, este es el "edificio favorito en Estados Unidos". Le dijo al crítico del Boston Globe Robert Campbell : "He llegado a comprender la validez de la arquitectura como un refugio genérico en lugar de una escultura abstracta-expresiva, y como un loft flexible para acomodar funciones en evolución... Y luego amo a Sever Hall también por su tensión estética derivada de sus detalles vitales. Podría estar de pie y mirarlo todo el día. Gracias, H. H. Richardson".

## Uso
Sever tiene aulas pequeñas y salas de conferencias más grandes, por lo que se usa principalmente como un edificio de aulas de uso general para cursos de humanidades, especialmente secciones pequeñas, cursos de idiomas para principiantes y clases de Harvard Extension School. La Biblioteca Grossman, una biblioteca no circulante que atiende a los estudiantes de la Escuela de Extensión, estaba ubicada en el tercer piso hasta que los servicios de biblioteca de la Escuela de Extensión se integraron en las bibliotecas de la Facultad de Artes y Ciencias de Harvard a fines de la década de 2010. El cuarto piso de Sever, inadvertido para muchos de sus estudiantes ya que la escalera central no conduce a él, contiene oficinas para el departamento de Estudios Visuales y Ambientales de Harvard. Por las tardes y los fines de semana, los grupos de estudiantes celebran reuniones o celebran eventos anuales. Uno de los eventos anuales notables de Sever es Vericon, organizado durante el receso entre semestres por la Asociación de Ciencia ficción Harvard-Radcliffe .

## Galería

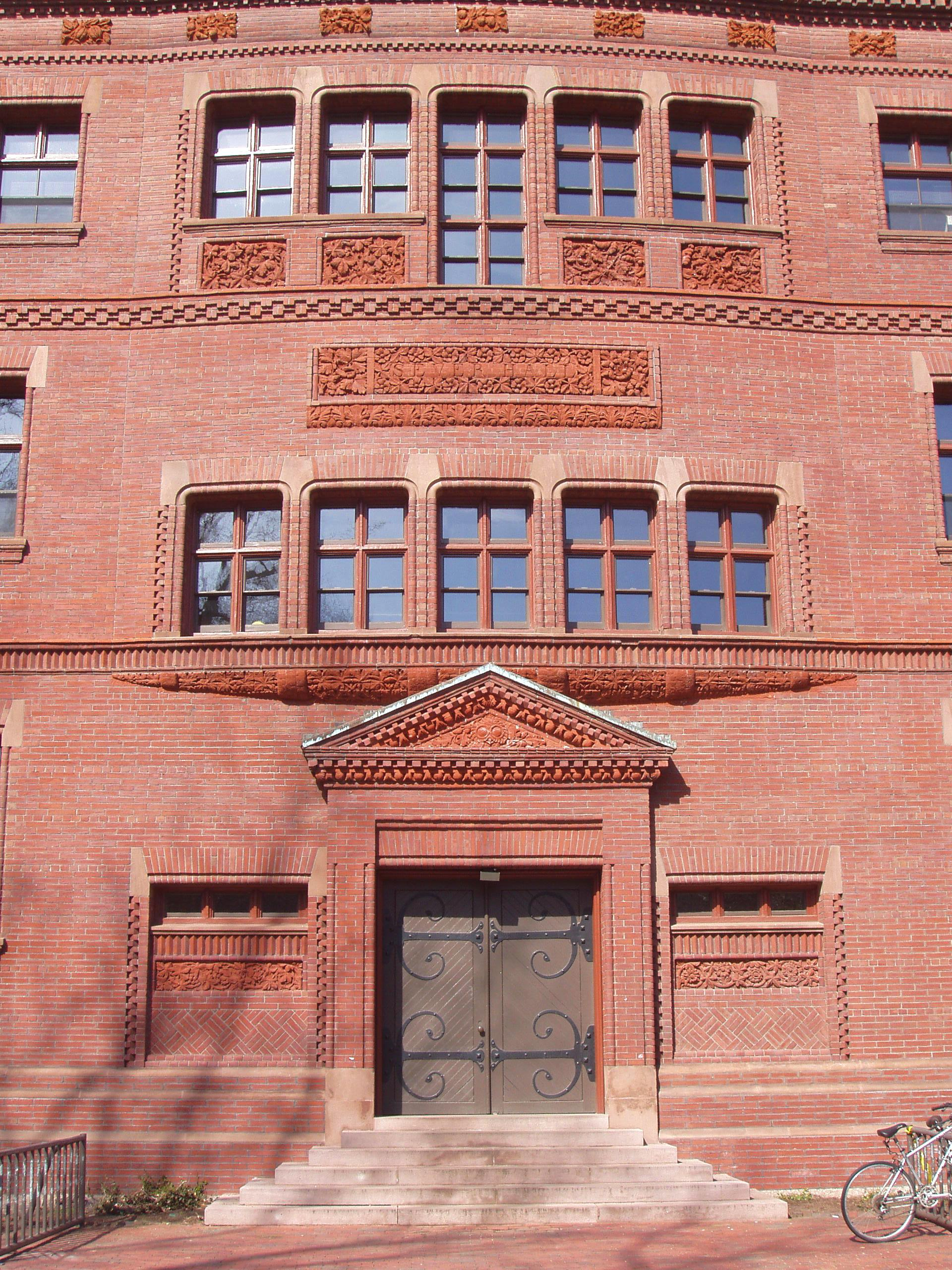
Entrada este
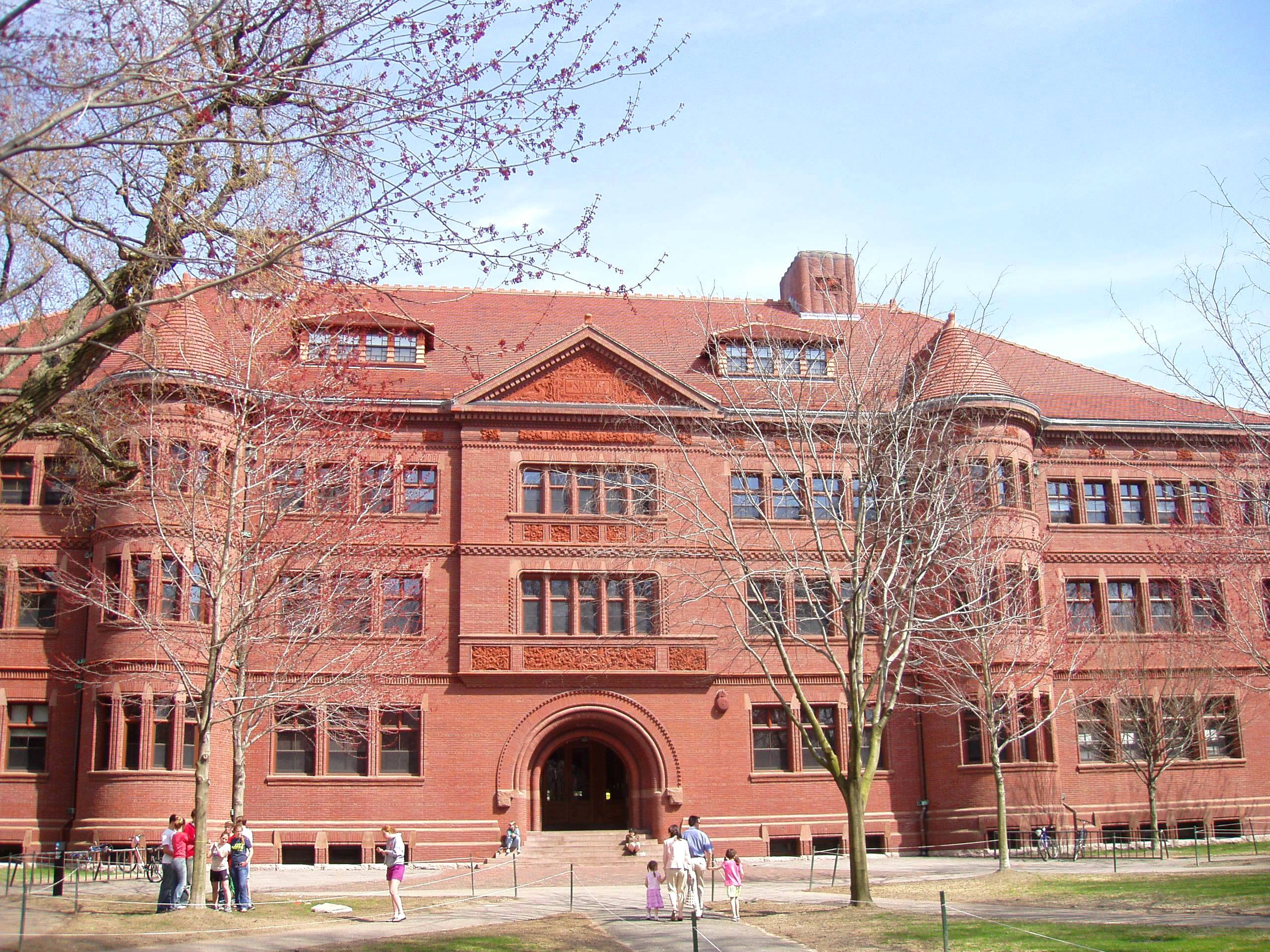
Fachada oeste
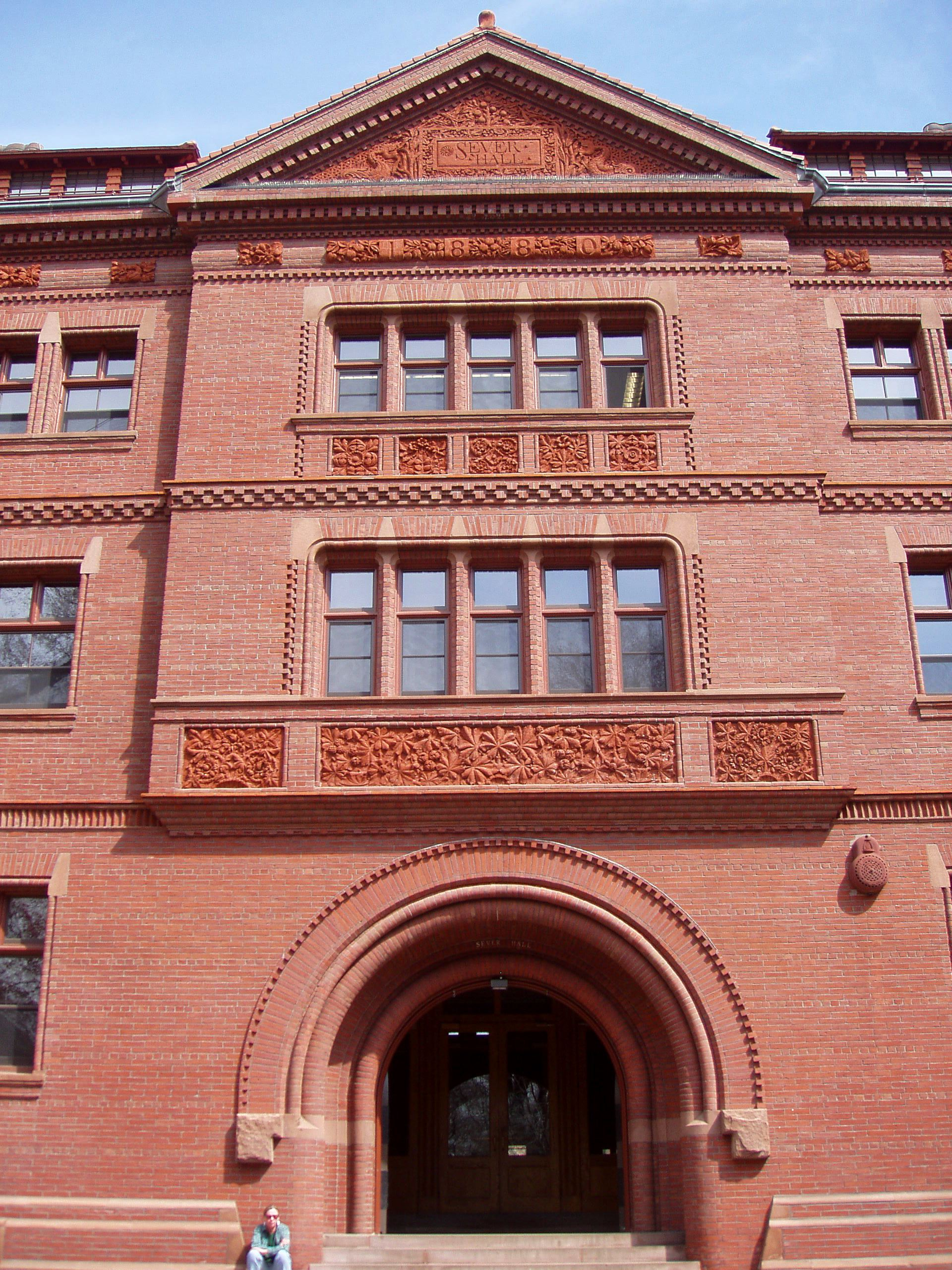
Entrada oeste
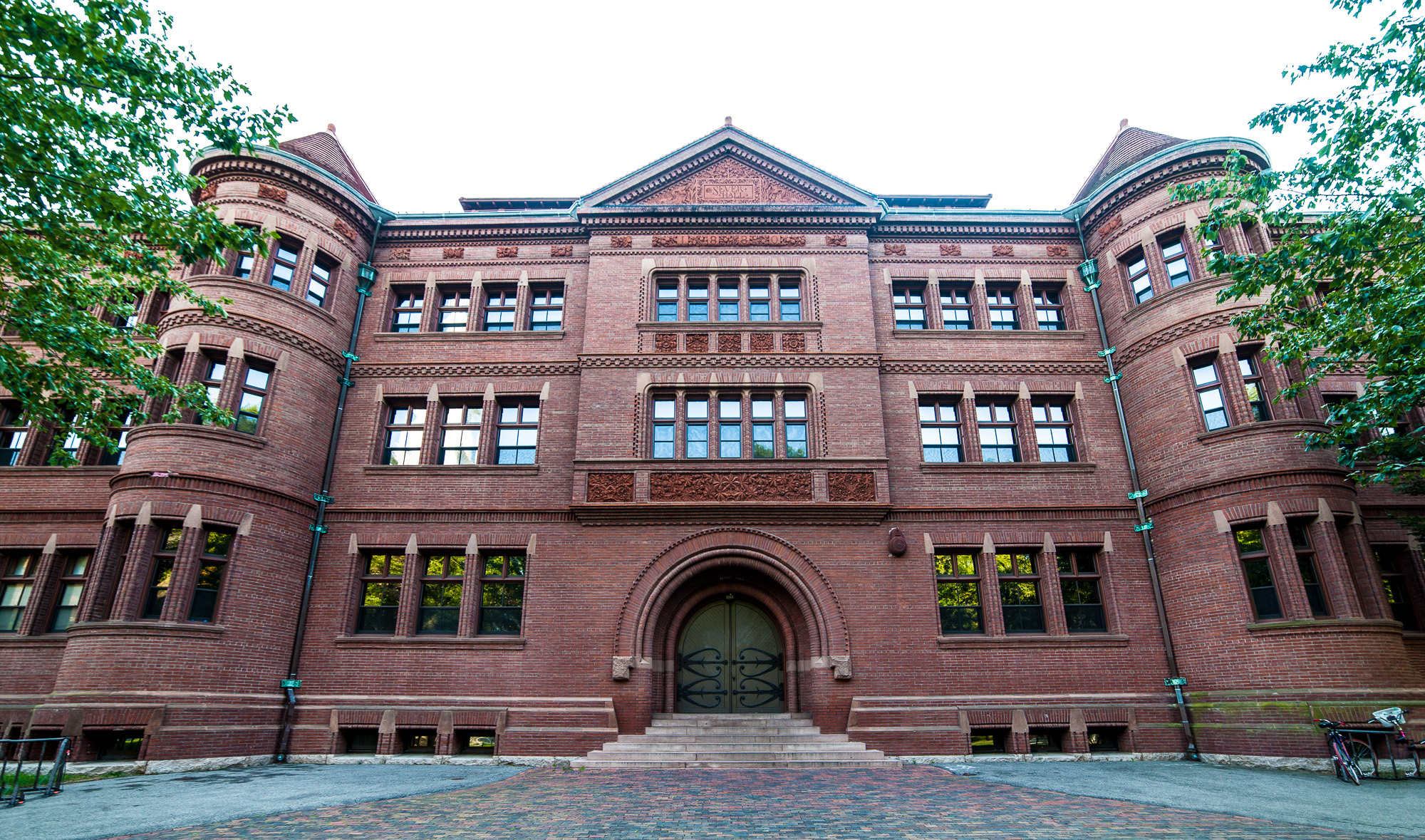
Fachada oeste
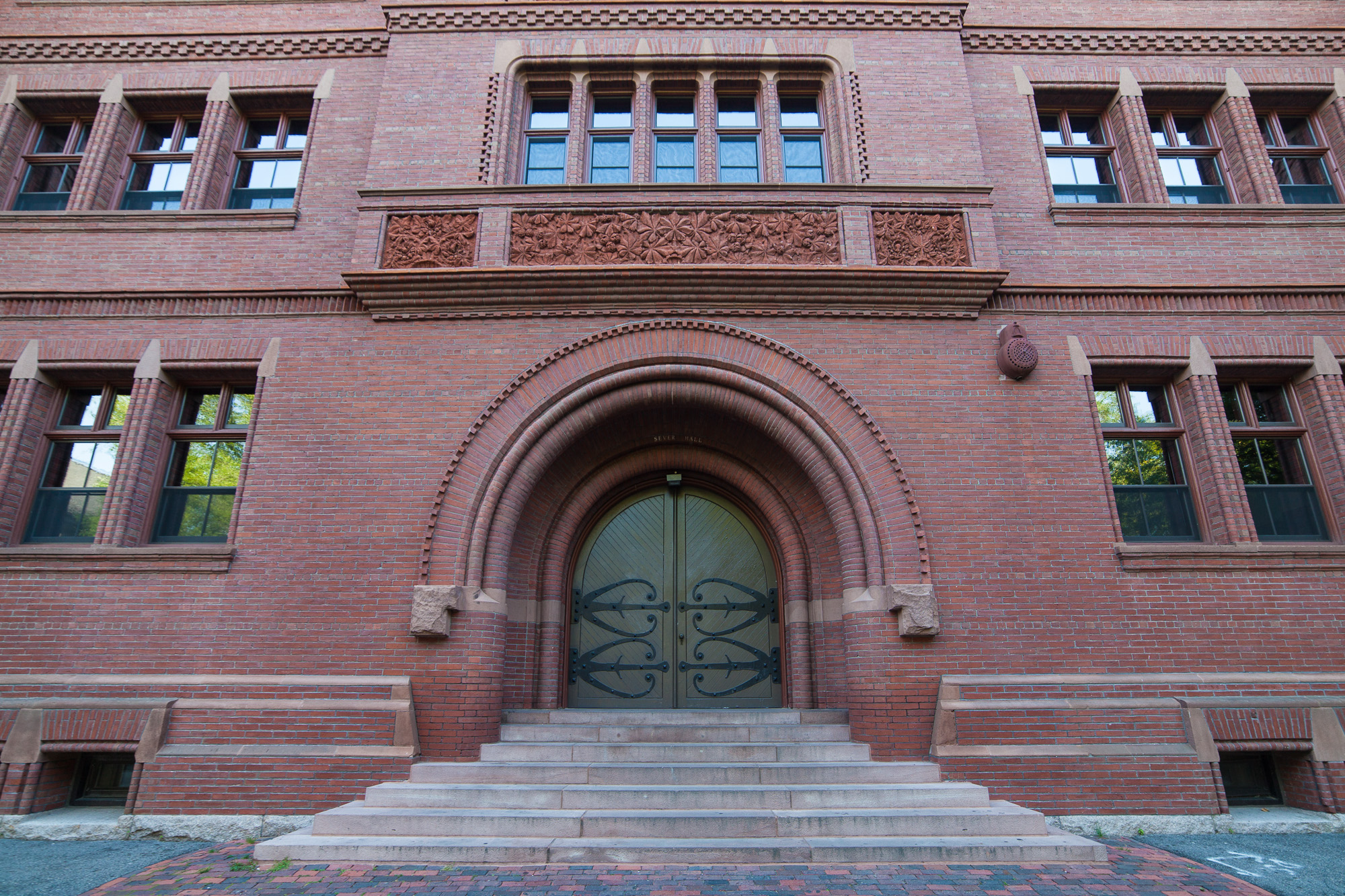
Entrada oeste